# Lemma van Teichmüller-Tukey
Het lemma van Teichmüller-Tukey (vernoemd naar Oswald Teichmüller en John Tukey, vaak ook alleen lemma van Tukey  genoemd) is een stelling uit de verzamelingenleer. 
Het lemma is in het kader van de verzamelingenleer gebaseerd op de Zermelo-Fraenkel-axioma's equivalent aan de keuzeaxioma en daarmee dus ook aan het lemma van Zorn, het maximaal-principe van Hausdorff en aan de welordeningsstelling.
Een familie verzamelingen wordt van eindig karakter genoemd, als voldaan is aan de eisen:
- van alle {\displaystyle Y\in {\mathcal {F}}} elke eindige deelverzameling tot  {\displaystyle {\mathcal {F}}} behoort;
- als van een verzameling {\displaystyle A} elke eindige deelverzameling tot {\displaystyle {\mathcal {F}}}behoort, dan ook {\displaystyle A\in {\mathcal {F}}.}

Er zijn verschillende formuleringen van het lemma:
- Is {\displaystyle {\mathcal {F}}} een niet-lege verzameling van eindig karakter, dan bestaat er met betrekking tot de verzamelinginclusie een maximaal element.
- Is {\displaystyle {\mathcal {F}}} een niet-lege verzameling van eindig karakter en is {\displaystyle A\in {\mathcal {F}}}, dan bestaat er met betrekking tot de verzamelinginclusie een maximaal element {\displaystyle B\in {\mathcal {F}}} met {\displaystyle A\subseteq B}.

Het is belangrijk en relatief eenvoudig te bewijzen dat dan voor elke {\displaystyle Y\in {\mathcal {F}}} alle deelverzamelingen {\displaystyle X\subseteq Y} (niet alleen de eindige) elementen van {\displaystyle {\mathcal {F}}} zijn: {\displaystyle X\in {\mathcal {F}}}.

## Websites
- (en)  ProofWiki. Tukey-Teichmüller Lemma.